# Tapinoma pygmaeum
Tapinoma pygmaeum är en myrart som beskrevs av Dufour 1857. Tapinoma pygmaeum ingår i släktet Tapinoma och familjen myror. Inga underarter finns listade i Catalogue of Life.